# Úžasňákovi 2
Úžasňákovi 2 v anglickém originále Incredibles 2) je americký 3D počítačově animovaný superhrdinský film z roku 2018. Pochází z produkce studií Pixar Animation Studios a Walt Disney Pictures. Scénář a režie se ujal Brad Bird. Film je pokračováním filmu Úžasňákovi z roku 2004. Své hlasy znovu poskytli Craig T. Nelson, Holly Hunter, Sarah Vowell a Samuel L. Jackson. Přidali se k nim Huck Milner (nahradil Specera Foxe), Bob Odenkirk, Catherine Keener a Jonathan Banks (nahradil Bud Luckeyho). Hudbu k filmu složil Michael Giacchino, který se již podílel na prvním díle.
Film je věnován památce animátorovi Pixar studií a hercovi Budovi Luckeym, který zemřel v únoru roku 2018.
Snímek měl premiéru v Los Angeles dne 5. června 2018 a do kin byl ve Spojených státech vydán dne 15. června 2018. V České republice měl premiéru dne 2. srpna 2018.
Film získal velmi pozitivní recenze od kritiků, kteří chválili jeho animace, dabing, humor, akční scény a hudební skóre. Za animaci byl nominován na Oscara, Filmovou cenu Britské akademie, Critics' Choice Movie Awards, Satellite Awards a Zlatý glóbus.
Film vydělal 182,7 milionu za první promítací víkend a stal se tak prvním nejvýdělečnějším debutovým animovaným filmem. Celosvětově pak vydělal přes 1,240 miliard dolarů a stal se čtvrtým nejvýdělečnějším filmem roku 2018 a 16 nejvýdělečnějším filmem všech dob.

## Obsazení
- Craig T. Nelson jako Bob Parr/Pan Úžasňák (český dabing: Jaromír Meduna)
- Holly Hunter jako Hellen Parrová/Elastička (český dabing: Tatiana Vilhelmová)
- Sarah Vowell jako Viollet Parrová (český dabing: Klára Jandová)
- Huck Milner jako Dash Parr (český dabing: Daniel Rchichev)
- Eli Fucile jako Jack-Jack Parr
- Samuel L. Jackson jako Lucián / Mražoun (český dabing: Pavel Kříž)
- Bob Odenkirk jako Winston Deavor (český dabing: Igor Bareš)
- Catherine Keener jako Evelyn Deavorová (český dabing: Iva Pazderková)
- Bill Wise jako poslíček (český dabing: Petr Burian)
- Brad Bird jako Edna Módní (český dabing: Jiří Strach)
- Jonathan Banks jako Rick Dicker (český dabing: Zdeněk Maryška)
- Michael Bird jako Tony Rydinger (český dabing: Ondřej Havel)
- Sophia Bush jako Karen/Vojd (český dabing: Tereza Bebarová)
- Phil LaMarr jako Krashauer a HeLexctrix (český dabing: Marek Libert)
- Paul Eiding jako Gus Burns/Reflux (český dabing: Tomáš Racek)
- Isabella Rossellini jako velvyslankyně (český dabing: Zuzana Skalická)
- John Ratzenberger jako Underminer
- Barry Bostwick jako starosta (český dabing: Jiří Klem)
- Jere Burns jako detektiv (český dabing: Bohdan Tůma)
- Adam Rodriguez jako detektiv (český dabing: Roman Hájek)
- Kimberly Adair Clark jako Honey Bestová, Mražounova žena (český dabing: Eva Spoustová)
- Usher

## Produkce

### Vývoj
Po filmu Úžasňákovi režíroval Brad Bird další film pro Pixar, Ratatouille, který měl premiéru v červnu 2007. Při premiéře se nechal slyšet, že by byl otevřený myšlence o pokračování filmu Úžasňákovi, ale pouze pokud by to mohlo být dokonce lepší než originál. 
V květnu roku 2013 v rozhovoru Bird zopakoval svůj zájem o pokračování. 
Na setkání akcionářů v březnu roku 2014 ředitel Disney a předseda Bob Iger potvrdil, že studio Pixar začalo pracovat na pokračování filmu Úžasňákovi, a že Bird by se měl na snímku podílet opět jako scenárista. Bird na scénáři začal pracovat kolem dubna 2015, a řekl, že Úžasňákovi by měl být jeho další film po Země zítřka.

### Casting
Studio Pixar oznámilo v listopadu 2016, že oba Holly Hunter a Samuel L. Jackson se vrátí, aby si zopakovali své role. V červenci 2017 na D23 Expo, bylo oznámeno, že Craig T. Nelson a Sarah Vowell si také role zopakují. Spencer Fox, který původně propůjčil hlas Dashiellovi „Dashovi“ Parrovi, byl nahrazen v pokračování mladším Huckem Milnerem. V červenci byl také potvrzen návrat Brada Birda a Johna Ratzenbergera.
V listopadu 2017 studio Pixar oznámilo, že Bob Odenkirk a Catherine Keener podepsali smlouvy a připojili se tak k filmu v nových rolích. V lednu 2018 se připojily Sophia Bushová a Isabella Rosselliniová. Bylo potvrzeno, že Jonathan Banks nahradí Buda Luckeyho v dabování postavy Ricka Dickera, poté co Bud odešel v roce 2014 do důchodu. V roce 2018 Luckey zemřel a tak byl snímek věnován jeho památce.

### Hudba
V roce 2015 bylo potvrzeno, že Michael Giacchino znovu složí hudební skóre k filmu. Giacchino na něm začal pracovat kolem května 2017.
Soundtrackové album bylo vydáno dne 15. června 2018. 

## Přijetí

### Tržby
Film vydělal 608,6 milionů dolarů v Severní Americe a Kanadě a 634,2 milionů dolarů v ostatních oblastech, celkově tak vydělal přes 1,243 miliard dolarů po celém světě. Rozpočet filmu činil 200 milionů dolarů. Za první víkend docílil nejvyšší návštěvnosti, kdy vydělal 182,7 milionů dolarů.

### Recenze
Film získal pozitivní recenze od kritiků. Na recenzní stránce Rotten Tomatoes získal z 267 započtených recenzí 94 procent. Na serveru Metacritic snímek získal z 51 recenzí 80 bodů ze sta. Na Česko-Slovenské filmové databázi snímek získal 87%.